# Бредлі де Ноєр
Бредлі де Ноєр (нід. Bradley de Nooijer, нар. 7 листопада 1997, Ост-Соубург) — нідерландський футболіст, лівий захисник клубу «Ворскла».

## Біографія
Вихованець клубів «Спарта» (Роттердам) та «Дордрехт», у складі останнього з яких розпочав свою дорослу кар'єру, зігравши у сезоні 2016/17 36 ігор у другому нідерландському дивізіоні під керівництвом свого батька Герарда де Ноєра.
.
У липні 2017 року Бредлі покинув клуб і наступного місяця став гравцем румунського «Віїторула». Нідерландець провів за клуб з Констанци більше 100 матчів в усіх турнірах під керівництвом легендарного Георге Хаджі і 2019 року виграв Кубок та Суперкубок Румунії.
У лютому 2021 року «Ворскла» орендувала захисника до кінця сезону.

## Досягнення
- Володар Кубка Румунії (1):

«Віїторул»: 2018-19
- Володар Суперкубка Румунії (1):

«Віїторул»: 2019

## Особисте життя
Походить з футбольної родини. Батьком Бредлі є колишній нідерландський футболіст, а наразі тренер Герард де Ноєр, братом-близнюком якого є ще один професіональний футболіст та тренер Денніс де Ноєр. Крім того двоюрідним братом Бредлі є Джеремі де Ноєр, син Денніса, теж футболіст, який представляє збірну Кюрасао.